# Mary O’Rourke
Mary Anne O’Rourke z domu Lenihan, irl. Máire Uí Ruairc (ur. 31 maja 1937 w Athlone, zm. 3 października 2024 w Deansgrange) – irlandzka polityk i nauczycielka, działaczka Fianna Fáil, parlamentarzystka, minister w różnych resortach.

## Życiorys
Urodziła się w rodzinie o tradycjach politycznych, jej starszym bratem był Brian Lenihan. Kształciła się w Loreto Convent w Bray, następnie na University College Dublin i w St Patrick’s College w Maynooth. Pracowała jako nauczycielka w szkole średniej. Zaangażowała się w działalność polityczną w ramach Fianna Fáil. W latach 1979–1987 była radną hrabstwa Westmeath.
W 1981 i 1982 wybierana w skład Seanad Éireann. W lutym 1982 bez powodzenia kandydowała do Dáil Éireann. Do niższej izby parlamentu została wybrana w kolejnych wyborach w listopadzie tegoż roku, po czym uzyskiwała reelekcję w 1987, 1989, 1992 i 1997. Od marca 1987 do listopada 1991 sprawowała urząd ministra edukacji. Następnie do lutego 1992 była ministrem zdrowia. Później do grudnia 1994 pełniła funkcję ministra stanu (niewchodzącego w skład gabinetu), najpierw w departamencie przemysłu i handlu, a od stycznia 1993 w departamencie przedsiębiorczości i zatrudnienia.
W 1994 objęła funkcję wicelidera Fianna Fáil jako zastępczyni Bertiego Aherna. Pełniła ją do 2002. W czerwcu 1997 ponownie została ministrem, w rządzie przywódcy FF odpowiadała do czerwca 2002 za przedsiębiorstwa publiczne. W 2002 utraciła mandat poselski, z nominacji taoiseacha ponownie zasiadła wówczas w izbie wyższej parlamentu. W jej ramach została przewodniczącą grupy senatorów większości rządzącej (jako leader of Seanad Éireann). W 2007 powróciła do Dáil Éireann, jednak w 2011 nie utrzymała mandatu.
Zmarła w 2024 w domu opieki w Deansgrange w hrabstwie Dún Laoghaire-Rathdown.